# Eilema albidula
Eilema albidula är en fjärilsart som beskrevs av Walker 1864. Eilema albidula ingår i släktet Eilema och familjen björnspinnare. Inga underarter finns listade i Catalogue of Life.